# Blepharis serrulata
Blepharis serrulata är en akantusväxtart som först beskrevs av Christian Gottfried Daniel Nees von Esenbeck, och fick sitt nu gällande namn av Franciso Manoel Carlos de Mello de Ficalho och Hiern. Blepharis serrulata ingår i släktet Blepharis och familjen akantusväxter. Inga underarter finns listade i Catalogue of Life.